# Comuna Novodmîtrivka, Henicesk
Novodmîtrivka (în ucraineană Новодмитрівка) este o comună în raionul Henicesk, regiunea Herson, Ucraina, formată din satele Liublînka, Novodmîtrivka (reședința) și Vesneanka.

## Demografie
Componența lingvistică a comunei Novodmîtrivka
     Ucraineană (80,25%)
     Rusă (7,92%)
     Belarusă (1,38%)
     Alte limbi (0,07%)
Conform recensământului din 2001, majoritatea populației comunei Novodmîtrivka era vorbitoare de ucraineană (80,25%), existând în minoritate și vorbitori de rusă (7,92%) și belarusă (1,38%).